# 金本涼輔
金本 涼輔（かねもと りょうすけ、1988年9月2日 - ）は、日本の男性声優。岡山県出身。青二プロダクション所属。

## 来歴
大学生時代、会社員として働くのが嫌で、「何か人と違うことをやってみたい」と思っていた時期に、初めて本格的にアニメを見始めたという。そのうちに「声優も面白そうだな」と思うようになったという。
その後、声優の養成学校に通っていた友人から話を聞き、その養成学校の試験をダメもとで受けたところ合格したため、声優の道に進んだという。
岡山県立倉敷商業高等学校、大阪商業大学総合経営学部商学科、青二塾大阪校26期卒業。

## 人物
資格・免許は普通自動車免許。
趣味はスポーツ（野球、サッカー、バスケ）。
方言は岡山弁。
高校時代は野球部に所属していた。

## 出演
太字はメインキャラクター。

### テレビアニメ
2011年
- ONE PIECE（2011年 - 2014年、海兵、カリブーの子分、アンモナイツ、ケンタウロス、シーラパーン 他）

2012年
- 青の祓魔師 ―劇場版―
- CØDE:BREAKER（部員）
- さくら荘のペットな彼女（男子A）
- SKET DANCE（男子生徒）
- 聖闘士星矢Ω（2012年 - 2014年、パラダイス、マーシアン、小鳥、男、鋼鉄聖闘士 他）
- 戦国コレクション（不良）
- 探検ドリランド（クモンダー、よろずや店長、メンバー）
- ちびまる子ちゃん（2012年 - 2025年、男子、作業員、店員、飼育員、圭太 他）
- パパのいうことを聞きなさい!（アナウンス）
- BRAVE10（忍者、村人、手下、伊達忍、使いの侍、家臣、家来、町人）
- ポケットモンスター ベストウイッシュ シーズン2（イワーク、警備員）
- みつばちマーヤ（フィリップ）
- メタルファイト ベイブレード ZEROG（ブレーダーB）
- ONE PIECE エピソードオブルフィ 〜ハンドアイランドの冒険〜（海兵）

2013年
- アイカツ!（スタッフ）
- RDG レッドデータガール（小川智也、島村）
- うっかりペネロペ 第3シリーズ（シマウマさん）
- AKB0048 next stage（ゾディアック隊員B、黒服）
- 神さまのいない日曜日（死者）
- 京騒戯画（役人、神社の兵士達）
- キルラキル（2013年 - 2014年、生徒D、風紀委員C）
- THE UNLIMITED 兵部京介（USEIクルー）
- ストライク・ザ・ブラッド（2013年 - 2014年、捜査員、アナウンス、豹頭、司書、アイライン・ガード）
- 探検ドリランド -1000年の真宝-（船員、客、巨大蜘蛛、ナガレの父）
- D.C.III 〜ダ・カーポIII〜
- とある科学の超電磁砲S（所員）
- ドキドキ!プリキュア（2013年 - 2014年、男子生徒、AD、プロデューサー、兵士、男子、助監督 他）
- トリコ（月丸）
- 凪のあすから（2013年 - 2014年、青年団B、青年団）
- はたらく魔王さま！（警官、アナウンサー、救急隊員、係員）
- ふたりはミルキィホームズ（運転手）
- WHITE ALBUM2（男性教師）
- 魔界王子 devils and realist（悪魔）
- 機巧少女は傷つかない（男子E、アナウンス、学生A）
- 夜桜四重奏 〜ハナノウタ〜（黒服の男）
- リトルバスターズ!（風紀委員D、親戚の男A、生徒E） - 2シリーズ
- ONE PIECE エピソードオブメリー 〜もうひとりの仲間の物語〜

2014年
- 暴れん坊力士!!松太郎（客）
- アルドノア・ゼロ（小隊長）
- ウィッチクラフトワークス（刑務官2）
- M3〜ソノ黒キ鋼〜（男子生徒A）
- オレカバトル（コッコ）
- キャプテン・アース（トリアス、バス運転手）
- 金色のコルダ Blue♪Sky（評論家）
- 金田一少年の事件簿R（岡崎浩司郎）
- ゴールデンタイム（浩一郎、警察官2）
- 白銀の意思 アルジェヴォルン（ガルムスリー、パイロット、幹部）
- 神撃のバハムート GENESIS（無法者E）
- スペース☆ダンディ（陪審員ブルトゥリ）
- selector infected WIXOSS（編集） - 2シリーズ
- 天体のメソッド（係員）
- ダイヤのA（2014年 - 2020年、秋葉一真） - 3シリーズ
- ドラゴンボール改（2014年 - 2015年、僧侶、観客、市民、避難民、地球人）
- ノーゲーム・ノーライフ（盗賊）
- ノブナガ・ザ・フール（家臣B、村人男、侍大将）
- ノブナガン（ニュース解説者）
- ハピネスチャージプリキュア!（2014年 - 2015年、相楽誠司）
- ばらかもん（男、浩志の友人）
- 魔弾の王と戦姫（取り巻き、兵士、指揮官、農夫、騎兵隊長 他）
- 結城友奈は勇者である -結城友奈の章-（ニュースキャスター）
- ワールドトリガー（2014年 - 2021年、片桐隆明、甲田照輝） - 2シリーズ

2015年
- アルスラーン戦記（兵士）
- アルドノア・ゼロ（火星兵士）
- 下ネタという概念が存在しない退屈な世界（サラリーマン）
- 純潔のマリア（イングランド隊長）
- 食戟のソーマ（部下A、男子学生B）
- ダンジョンに出会いを求めるのは間違っているだろうか（客、神B、冒険者、冒険者A、ミノタウロス）
- 電波教師（マッスル探検部部長）
- ドラえもん（テレビ朝日版第2期）（男性A）
- 七つの大罪（2015年 - 2021年、サイモン） - 3シリーズ + 特別編

2016年
- ねじ巻き精霊戦記 天鏡のアルデラミン（トルウェイ・レミオン）

2017年
- リトルウィッチアカデミア（アンドリュー・ハンブリッジ）

2018年
- ゲゲゲの鬼太郎（第6作）（2018年 - 2019年、翔、辰川勲）

2019年
- とある魔術の禁書目録III（潮岸）

2021年
- D_CIDE TRAUMEREI THE ANIMATION（男）

2022年
- デジモンゴーストゲーム（学者、カズ）

2023年
- 逃走中 グレートミッション（2023年 - 2025年、隊員、アンディー）

### 劇場アニメ
- 青の祓魔師 ―劇場版―（2012年）
- ONE PIECE FILM Z（2012年）
- キャプテンハーロック -SPACE PIRATE CAPTAIN HARLOCK-（2013年）
- 映画 ハピネスチャージプリキュア! 人形の国のバレリーナ（2014年、相楽誠司）
- BUDDHA2 手塚治虫のブッダ -終わりなき旅-（2014年）
- モーレツ宇宙海賊 ABYSS OF HYPERSPACE -亜空の深淵-（2014年）
- 楽園追放 -Expelled from Paradise-（2014年、無法者）

### OVA
- ルパン三世 Master File（2012年、警官C）
- カガクなヤツら（2013年、生物C）※コミックス第4巻オリジナルアニメBlu-ray付き予約限定版

### Webアニメ
- ホイッスル!（ボイスリメイク版）（2016年、佐藤成樹[19]）
- 恋するワンピース（2025年、山本海賊王〈ルフィ〉[20][21]）

### ゲーム
2011年
- 仮面ライダー クライマックスヒーローズ フォーゼ（仮面ライダー威吹鬼）
- スト☆マニ 〜Strobe☆Mania〜

2012年
- モンスター烈伝 オレカバトル（王子マルドク）
- アーシャのアトリエ 〜黄昏の大地の錬金術士〜
- 英雄伝説 零の軌跡 Evolution（交通課の職員）
- Angelic Crest（フェアディ）
- オール仮面ライダー ライダージェネレーション2（仮面ライダーギルス、仮面ライダー威吹鬼）
- 仮面ライダー 超クライマックスヒーローズ（仮面ライダー威吹鬼、仮面ライダーギルス）
- 黒子のバスケ キセキの試合
- クロヒョウ2 龍が如く 阿修羅編
- 新・剣と魔法と学園モノ。刻の学園
- 真・北斗無双（ヒューイ、カイオウ〈少年期〉）
- STORM LOVER 快!!
- ペルソナ4 ザ・ゴールデン
- 龍が如く5 夢、叶えし者

2013年
- 仮面ライダー バトライド・ウォー（仮面ライダー威吹鬼）
- ゴッドイーター2（プレイヤーボイス）
- スーパーロボット大戦OGサーガ 魔装機神III PRIDE OF JUSTICE
- マブラヴ オルタネイティヴ トータル・イクリプス

2014年
- Vinculum Hearts 〜アイリス魔法学園〜（Aジェイ＝ブラックフォード）
- 仮面ライダー サモンライド!
- 仮面ライダー バトライド・ウォーII（仮面ライダー威吹鬼）
- シャイニング・レゾナンス（フェルナンド）
- スーパーロボット大戦OGサーガ 魔装機神F COFFIN OF THE END
- ヒーローバンク
- マジンボーン　時間と空間の魔神（マイファイター）

2015年
- アルカディアの蒼き巫女
- スーパーロボット大戦BX
- 第3次スーパーロボット大戦Z 連獄篇（コード：レッド）
- ゴッドイーター2 レイジバースト（プレイヤーボイス）
- ゴッドイーターリザレクション（プレイヤーボイス）

2016年
- ねじ巻き精霊戦記 天鏡のアルデラミン ROAD OF ROYAL KNIGHTS（トルウェイ・レミオン）
- ペルソナ5

2017年
- 茜さすセカイでキミと詠う（由井正雪）
- スーパーロボット大戦V（ヴェルト〈ヴェルターブ・テックスト〉）

2018年
- 戦場のヴァルキュリア4（クロード・ウォレス）
- スーパーロボット大戦X
- メイプルストーリー（ウィル）
- 軍靴をはいた猫（ユズ）

2019年
- スーパーロボット大戦T（ヴェルト〈ヴェルターブ・テックスト〉 他）
- アークザラッド R（スヴェン）
- ブレイドエクスロード（レディン・フィレンツェル）

2020年
- 真・北斗無双 アプリ版（ヒューイ）

2021年
- 月姫 -A piece of blue glass moon-（遠野志貴）
- MELTY BLOOD: TYPE LUMINA（2021年 - 2022年、遠野志貴）

2022年
- ドラゴンボール ザ ブレイカーズ（サバイバー）

2025年
- ORE'N（王子マルドク）

### ドラマCD
- ドラマCD ねじ巻き精霊戦記 天鏡のアルデラミン（2016年、トルウェイ・レミオン）

### 朗読CD
- 恐怖怪談 オウマガトキ 其之七 （社長、男、翁）

### ラジオドラマ
2011年から2016年
2011年
- 青山二丁目劇場（文化放送）
  - 今後、二人の友情は忍ばない（島崎宗介）

2012年
- 青山二丁目劇場
  - JUGEMU（司会者）
  - SHIBAHAMA（医師）
  - 傘と虹とジンクスと（副島敦弥）

- 花の慶次（TBSラジオ、家臣）

2013年
- 青山二丁目劇場
  - よっくん 前編（中村佳伸）
  - よっくん 後編（中村佳伸）

- ラジオドラマ「花の慶次〜雲のかなたに〜」“琉球の章”

2014年
- 青山二丁目劇場
  - 私の独立記念日（タクヤ）
  - 夏SOLDOUT～2分42秒の伝説～　前篇（ヤスシ）
  - 夏SOLDOUT～2分42秒の伝説～　後篇（ヤスシ）

2015年
- 青山二丁目劇場
  - 美人OLの通信簿（速水俊介）
  - 訪問者（男）
  - 私の母は（崇明）
  - 70年目の食卓（勇）
  - 荒野のブルース・レッドフィールド（バット）
  - ここにいること（剛）
  - 部屋が呼んでいる（康幸）
  - クリスマスのない星から来た男（斉藤）

2016年
- 青山二丁目劇場
  - 正義の味方（真悟）
  - カフェ・リバティーのやんごとなき御方（草野）

それ以後
- 青春アドベンチャー（NHK-FM）
  - 『リフレイン -私とおじいちゃんの捜査ノート-』（2025年6月9日 - 13日）[57] - ヤマベ刑事、バスケ部のシロタ 役

### デジタルコミック
- dTV バトルスタディーズ（花本走太）

### 吹き替え

#### 映画
- エアポート2013航空機全滅（2012年、カビール）
- ミスティック・アイズ（2014年、ゲイリー）

#### ドラマ
- ストレイン 沈黙のエクリプス（2014年 - 2016年）
- エレメンタリー ホームズ&ワトソン in NY（2015年）
- ヘチ 王座への道（2019年、イ・グム / ヨニングン〈チョン・イル〉[58]）
- アンという名の少女（2020年、ギルバート・ブライス〈ルーカス・ジェイド・ズマン〉[59]）

### ラジオ
- 吉田仁美のプリキュアラジオ キュアキュア♡プリティ（2014年、ABCラジオ）第36・37回ゲスト

### テレビ番組
- J3リーグハイライト（スカパー!：天の声）
- 炎の体育会TV（TBS：吹き替え）
- すぽると!（フジテレビ：主に月曜日のナレーション）
- アニメマシテ 第82回・第83回（テレビ東京：2016年1月11日・18日 VTR出演）
- our SPORTS!「5min.観戦マニュアル"恋するバスケ"」（NHK）
- our SPORTS!「5min.観戦マニュアル"恋するメジャーリーグ"」（NHK：優人）
- いじめをノックアウトスペシャル第7弾「僕にできること君にしかできないこと」（NHK：語り）
- あさイチワイン擬人化（NHK：ピノ・ノワール リースリング）
- S-PARK（フジテレビ：ナレーション）

### オーディオブック
- 哲学の教室
  - プラトン「恋愛について」〜哲学の教室〜（2011年）
  - ニーチェ「人生について」〜哲学の教室〜（2011年）
  - ハイデガー「生きることと死ぬこと」〜哲学の教室〜（2011年）
- スマホを落としただけなのに（2018年、朗読）
- 崩れる脳を抱きしめて（2019年、碓氷蒼馬）
- 終電の神様（2020年、片山／朗読（第二話））
- ロマンシエ（2021年、遠明寺美智之輔 ほか）

### その他コンテンツ
- 燈の守り人～幻想夜話～（ボイスドラマ、2022年、足摺岬灯台[60]）
- 燈の守り人 灯台音声ガイド 高知県土佐清水市 足摺岬灯台（音声ガイド、2022年）[60]
- Fate/Grand Order「Flashback Lostbelt No.7 -ナウイ・ミクトラン-」（2024年、テペウ）

## ディスコグラフィ

### タイアップ曲
| 発売日   | タイトル                                                                        | 名義                 | 楽曲               | タイアップ                                                    |
| 2014年   | 2014年                                                                          | 2014年               | 2014年             | 2014年                                                        |
| -------- | ------------------------------------------------------------------------------- | -------------------- | ------------------ | ------------------------------------------------------------- |
| 11月19日 | ハピネスチャージプリキュア! ボーカルアルバム2 〜シャイニング☆ハピネスパーティ〜 | 相楽誠司（金本涼輔） | 「友達という魔法」 | テレビアニメ『ハピネスチャージプリキュア!』キャラクターソング |
| 2015年   |                                                                                 |                      |                    |                                                               |
| 1月14日  | ハピネスチャージプリキュア! ボーカルベスト                                      | 相楽誠司（金本涼輔） | 「友達という魔法」 | テレビアニメ『ハピネスチャージプリキュア!』キャラクターソング |

### シリーズ一覧
1. ↑  第1期（2013年）、第2期『〜Refrain〜』（2013年）
2. ↑  第1期（2014年）、第2期『selector spread WIXOSS』（2014年）
3. ↑  第1期（2014年 - 2015年）、第2期『SECOND SEASON』（2015年 - 2016年）、第3期『actII』（2019年 - 2020年）
4. ↑  1stシーズン（2014年 - 2015年）、2ndシーズン（2021年）
5. ↑  第1期（2015年）、特別編『聖戦の予兆』（2016年）、第2期『戒めの復活』（2018年）、第4期『憤怒の審判』（2021年）